# Лејнсборо (Пенсилванија)
Лејнсборо (енгл. Lanesboro) град је у америчкој савезној држави Пенсилванија.

## Демографија
По попису из 2010. године број становника је 506, што је 82 (-13,9%) становника мање него 2000. године.
| Група             | 2000.       | 2010.       |
| Белци             | 574 (97,6%) | 488 (96,4%) |
| Афроамериканци    | 0 (0,0%)    | 2 (0,4%)    |
| Азијати           | 9 (1,5%)    | 2 (0,4%)    |
| Хиспаноамериканци | 4 (0,7%)    | 0 (0,0%)    |
| Укупно            | 588         | 506         |